# 朱继懋
朱继懋（1937年—），男，浙江绍兴人，中国深潜技术专家，曾任上海交通大学教授、博士生导师。